# スコット・H・ライニガー
スコット・H・ライニガー、 ゴールの王族（Scott H. Reiniger, 1948年9月5日 - ）はアメリカ合衆国の俳優。映画『ゾンビ』（1978年）のロジャー・デマルコ役で知られる。映画出演はきわめて少ないが俳優をやめたわけではなく後進への指導に努め、舞台等で活躍している。

## 人物
1948年アメリカ合衆国ニューヨーク州ホワイトプレインズに生まれる。彼は芸術劇場のアートカレッジを卒業後、舞台を中心に活躍する。
ライニガーの名を有名にしたのは、なんといってもジョージ・A・ロメロ監督『ゾンビ』(1979年）である。ライニガーはこの作品でSWAT隊員ロジャー・デマルコ役を演じた。小柄ながらアメリア人らしい明るくキビキビとした身のこなしで軽快にアクションを演じる前半と危機に次ぐ危機で次第に狂気をおびた性格に豹変していく後半の演技のコントラストは観る者に強烈な印象を残した。
出演作品はきわめて少なく『ゾンビ』以降は、ジョージ・A・ロメロ監督の青春バイク映画『ナイトライダーズ』（1981年）に出演したぐらいである。しかし俳優として演劇活動は行っており、現在は主に後進の指導にあたっている。
ライニガーの代表作『ゾンビ』のリメイク版で2004年ザック・スナイダー監督の『ドーン・オブ・ザ・デッド』ではアメリカ軍司令官役で久々にスクリーンに登場し、その健在ぶりをファンにアピールした。アメリカでは、ホラー映画のイベント等には『ゾンビ』のケン・フォリーとともに多数参加してファンサービスにつとめている。近年は人前に登場するときはスーツ姿でも必ず野球帽をかぶっている（『ドーン』の時は役柄、ベレー帽をかぶっていた）。
2004年、ライニガーは西アフガニスタン行政区・ゴールの公の子孫であることが明らかになった。（2004年5月11日付：BBCニュースより）
ライニガーの3世代前の祖父は19世紀にアメリカからアフガニスタンに最初に足を踏み入れたヨシア・ハーラン。英国ジャーナリストのベン・マッキンタイヤがジョシア・ハーランの人生に関する本を出版したことがきっかけでライニガーがハーランの子孫であることが判明した。ライニガー本人も本が出版されるまで知らなかったそうで「信じられない…」とBBCの特別番組で話している。

## 主な作品
- ゾンビ（1978）ジョージ・A・ロメロ監督
- ナイトライダーズ（1981）ジョージ・A・ロメロ監督
- ドーン・オブ・ザ・デッド（2004）ザック・スナイダー監督